# Oberottendorf
Oberottendorf ist ein Ortsteil von Neustadt in Sachsen im Landkreis Sächsische Schweiz-Osterzgebirge.

## Geographie
Oberottendorf liegt östlich der sächsischen Landeshauptstadt Dresden im Übergangsbereich von Lausitzer Bergland und Sächsischer Schweiz. Es befindet sich im Norden der Stadt Neustadt in Sachsen und damit im Nordosten des Landkreises Sächsische Schweiz-Osterzgebirge. Das Waldhufendorf, dessen Ortsbild zahlreiche Dreiseithöfe bestimmen, liegt im Tal des Ottendorfer Dorfbachs, der über den Lohbach in die Polenz entwässert.
Im äußersten Nordosten der rund 857 Hektar großen Flur beginnt der Hohwald. In diese Richtung steigt das Gelände zum Valtenberg hin an, an dessen Hang sich ein großer Steinbruch befindet, wo Lamprophyre abgebaut werden. Die Fluren um Oberottendorf werden größtenteils landwirtschaftlich genutzt. Im Südosten schließt sich direkt Niederottendorf an. Im Südwesten grenzt die Gemarkung Oberottendorf an Rückersdorf, einen weiteren Neustädter Ortsteil. Westlich benachbart ist der Bischofswerdaer Stadtteil Großdrebnitz und nördlich der Schmölln-Putzkauer Ortsteil Putzkau, die beide zum Landkreis Bautzen gehören.
Die wichtigste Straße auf Oberottendorfer Flur ist die Staatsstraße 156 von Bischofswerda nach Neustadt in Sachsen, die den Ort westlich umgeht. Oberottendorf selbst wird vorwiegend durch die Bischofswerdaer Straße erschlossen, die mit Ausnahme des Oberdorfs weitgehend dem Ottendorfer Dorfbach folgt. Von ihr zweigt die Rückersdorfer Straße ab, die eine Verbindung zum westlich des Dorfkerns gelegenen Haltepunkt an der Bahnstrecke Bautzen–Bad Schandau sowie nach Rückersdorf herstellt. Oberottendorf ist an das Busnetz des Regionalverkehrs Sächsische Schweiz-Osterzgebirge (RVSOE) angeschlossen.

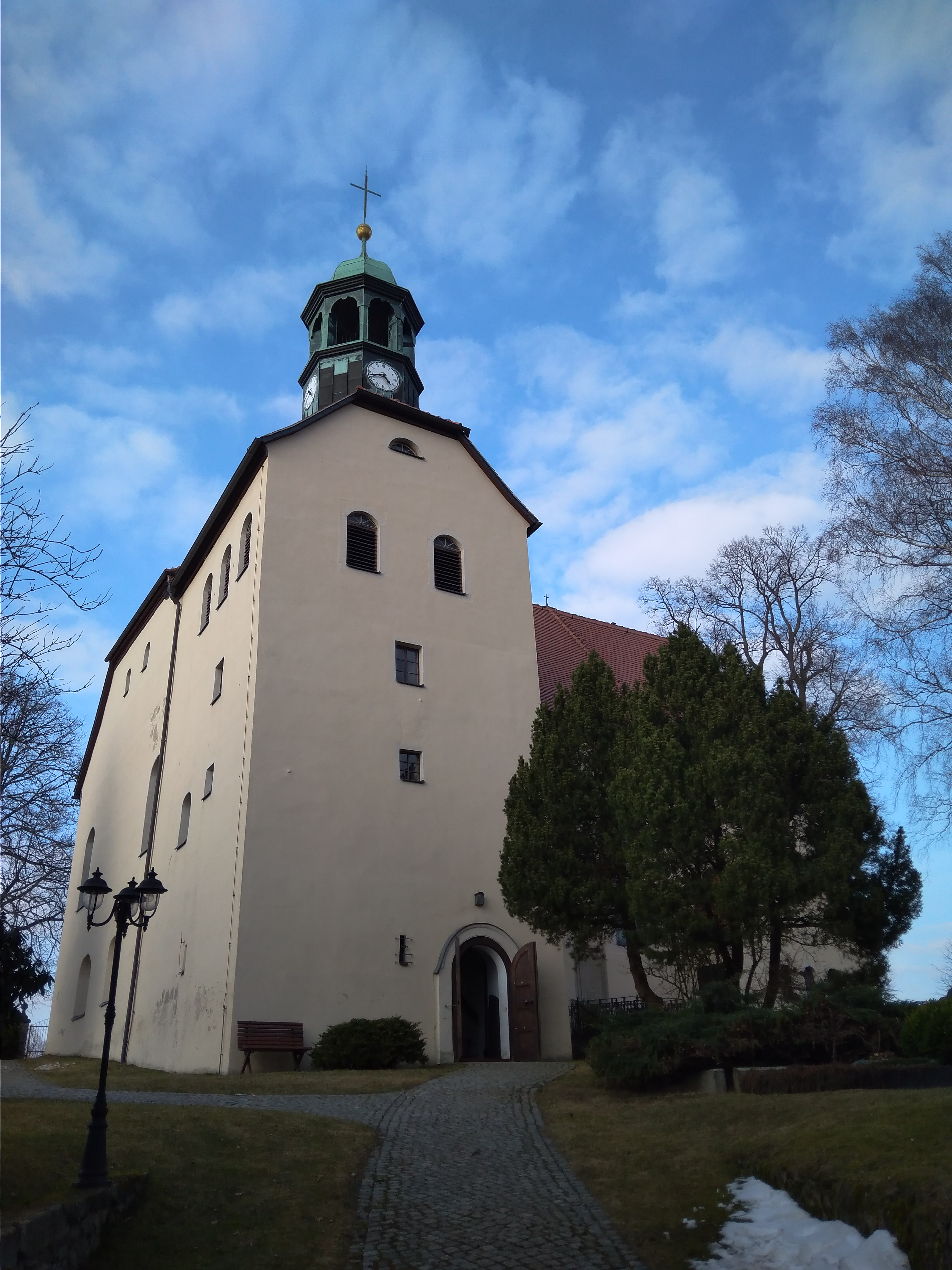
Kirche Oberottendorf

## Kirche
Die Kirche Oberottendorf ist eine Saalkirche mit eingezogenem, gerade geschlossenem Chor, die 1427 erstmals erwähnt wurde, das heutige Bauwerk stammt aus der Zeit um 1630. Eine Erweiterung erfolgte 1850, wobei ein wuchtiger Anbau mit Treppenturm und Dachreiter an der Südseite hinzugefügt wurde; Restaurierungen wurden 1911 und 1988–1990 durchgeführt.
Im Innern ist das Bauwerk flachgedeckt, die Fenster sind rundbogig, Emporen mit schlichter ornamentaler Bemalung sind an der Nord- und Südseite doppelgeschossig, an der Westseite eingeschossig. Erhaltene Reste mittelalterliche Wandmalereien zeigen eine biblische Szene mit einem Fisch an der Nordwand.
Das Hauptstück der Ausstattung ist ein zweigeschossiger Altar (1630) aus Holz, der in der Predella das Abendmahl, im Hauptfeld die Kreuzigung, seitlich Moses und Johannes den Täufer zeigt, darüber die Auferstehung. Die schlichte Sandsteintaufe stammt aus dem 18. Jahrhundert. Zwei barocke Grabsteine wurden für D. S. Pflugk († 1630) und J. G. Pflugk († 1692) gesetzt. Die Orgel ist ein Werk von Eule Orgelbau aus dem Jahr 1910.

## Persönlichkeiten
- Sabine Gensior (1945–2022), deutsche Soziologin